# Wadicosa fidelis
Wadicosa fidelis är en spindelart som först beskrevs av O. Pickard-Cambridge 1872.  Wadicosa fidelis ingår i släktet Wadicosa och familjen vargspindlar. Inga underarter finns listade i Catalogue of Life.